# HD 175225
HD 175225，又名BD+52 2294，SAO 31217、HR 7123，是一颗恒星，视星等为5.51，位于銀經82.65，銀緯21.33，其B1900.0坐标为赤經18h 49m 20.5s，赤緯+52° 21.33′ 45″。